# Late Goodbye
Single de la banda finlandesa Poets of the Fall, gracias al cual se dieron a conocer a la mayor parte del mundo. 
Sam Lake, programador de Remedy Entertainment invitó a Marko Saaresto (vocalista y compositor de la poética banda) a escribir la canción para su próximo juego, el conocido Max Payne (videojuego). 
El juego salió a la venta en 2004, y con él, la popularidad de la banda aumentó considerablemente al darse a conocer mediante Late Goodbye.
- Datos: Q2479282